# ام الظب (عبس)

تعديل مصدري - تعديل

ام الظب هي إحدى قرى عزلة بني حسن بمديرية عبس التابعة لمحافظة حجة، بلغ تعداد سكانها 327 نسمة حسب تعداد اليمن لعام 2004.